# Furacão Nora (2021)
O furacão Nora foi um ciclone tropical que atingiu a costa oeste do México. É a décima-quarta depressão e tempestade tropical e o quinto furacão da temporada de furacões no Pacífico de 2021. Como resultado do cisalhamento do vento, o distúrbio inicialmente se esforçou para se desenvolver, porém mais tarde intensificou-se ainda mais para uma tempestade tropical e foi nomeado Nora à medida que seguia para oeste-noroeste. Um adolescente morreu e uma mulher está desaparecida.

## História da tormenta
Em 19 de agosto, uma área de distúrbios meteorológicos formou-se ao largo da Costa do Sul do México, que estava produzindo tempestades desorganizadas. Um dia mais tarde, o sistema tornou-se mais bem definido e foram também registados sinais de organização de chuvas e trovoadas. Em 25 de agosto, às 11h00min UTC, o sistema desenvolveu uma circulação bem definida como uma passagem de scatterometer mostrou estar produzindo ventos de força próxima à tempestade tropical. Assim, o NHC designou o sistema como a depressão Tropical Quatorze-E. Um dia depois, às 17h00min UTC, quatorze-E se intensificou para uma tempestade tropical, com o NHC nomeando-o como Nora, uma vez que sua convecção profunda havia se organizado significativamente com a curvatura melhorada de suas bandas. Em 28 de agosto, às 11h00min UTC, Nora intensificou-se para um furacão de categoria 1, uma vez que a sua estrutura interna do núcleo se tornou mais definida com a formação de uma parede do olho de baixo nível.

## Preparações e impacto
Conforme Nora se transformava em uma tempestade tropical, o governo mexicano emitiu um alerta de furacão de Lazaro Cardenas para Cabo Corrientes, um aviso de tempestade tropical de Tecpan de Galeana para Cabo Corrientes e um alerta para o norte de Cabo Corrientes até San Blas.